# Хмелі (заказник)
Хмелі — ботанічний заказник місцевого значення. Об'єкт розташований на території Овруцького району Житомирської області, ДП «Овруцький спецлісгосп», Журбенське лісництво, кв. 56, вид. 4, 5, 6.
Площа — 6,8 га, статус отриманий у 1982 році.